# ایلولسان
ایلولسان (به لاتین: Ilwolsan) یک کوه در کره جنوبی است که در Gyeongsangbuk-do, South Korea واقع شده‌است. ایلولسان ۱٬۲۱۹ متر بالاتر از سطح دریا واقع شده‌است.